# Schoutedenia emblica
Schoutedenia emblica är en insektsart. Schoutedenia emblica ingår i släktet Schoutedenia och familjen långrörsbladlöss. Inga underarter finns listade i Catalogue of Life.